# Prismatocarpus rogersii
Prismatocarpus rogersii là loài thực vật có hoa trong họ Hoa chuông. Loài này được Fourc. miêu tả khoa học đầu tiên năm 1932.